# Abbaye de Thélème
L’abbaye de Thélème est la première utopie de la littérature française, décrite par François Rabelais du chapitre LII au chapitre LVIII (ou L à LVI dans l'édition de 1535) de Gargantua (première publication en 1534, édition définitive en 1542).
Il s'agit de la récompense que le personnage de Gargantua accorde à celui de frère Jean des Entommeures après la lutte contre Picrochole. Cette anti-abbaye, dont le nom évoque la volonté en grec (le vouloir divin ou humain), s'inspire dans sa composition de Francesco Colonna et de l’architecture de la Renaissance. Ses membres, à la différence des moines, vivent dans la liberté et l'opulence.

## Une anti-abbaye comme récompense
Gargantua donne une abbaye construite selon le bon vouloir de Frère Jean afin de le récompenser de ses prouesses pendant la guerre picrocholine. Après avoir refusé, déclarant comment « pourroy je gouverner aultruy, qui moymesmes gouverner ne sçaurois ? », il accepte à condition qu'elle corresponde à son bon vouloir.
Le nom « Thélème » est dérivé du grec θέλημα (« thélêma »), qui, dans le Nouveau Testament, désigne la volonté divine et plus rarement un aspect de la volonté humaine lorsqu'elle se manifeste de manière non réfléchie. Parce qu'elle s'adresse à des hommes éduqués, elle n'est pas synonyme de caprice et de débauche mais renvoie à la vérité personnelle de chacun. La nymphe Thélémie est aussi un guide dans le roman initiatique Le Songe de Poliphile.

L'épisode marque une dissonance dans le roman par sa tonalité morale dont le sérieux apparent contraste avec la verve comique des précédents passages. Il se détache de l'intrigue par l'effacement des personnages et sa chronologie s'affranchit du cours de la narration, passant d'un chapitre à l'autre du statut de projet à celui d'édifice déjà construit. Dans le chapitre final, Frère Jean et Gargantua réapparaissent en tant qu'interprètes de l'énigme mais non en tant qu'acteurs. Le passage du futur (ou du conditionnel présent ayant une valeur de futur) à l'imparfait et l'abandon du discours direct soulignent le basculement du récit vers l'utopie, doublée d'une achronie car la planification de l’abbaye se confond avec sa réalisation. Néanmoins, en tant que lieu d'éducation menée vers le bien, elle est tournée vers l’avenir. Elle devient une référence localisée dans les deux romans suivants, Le Tiers Livre et Le Quart Livre.

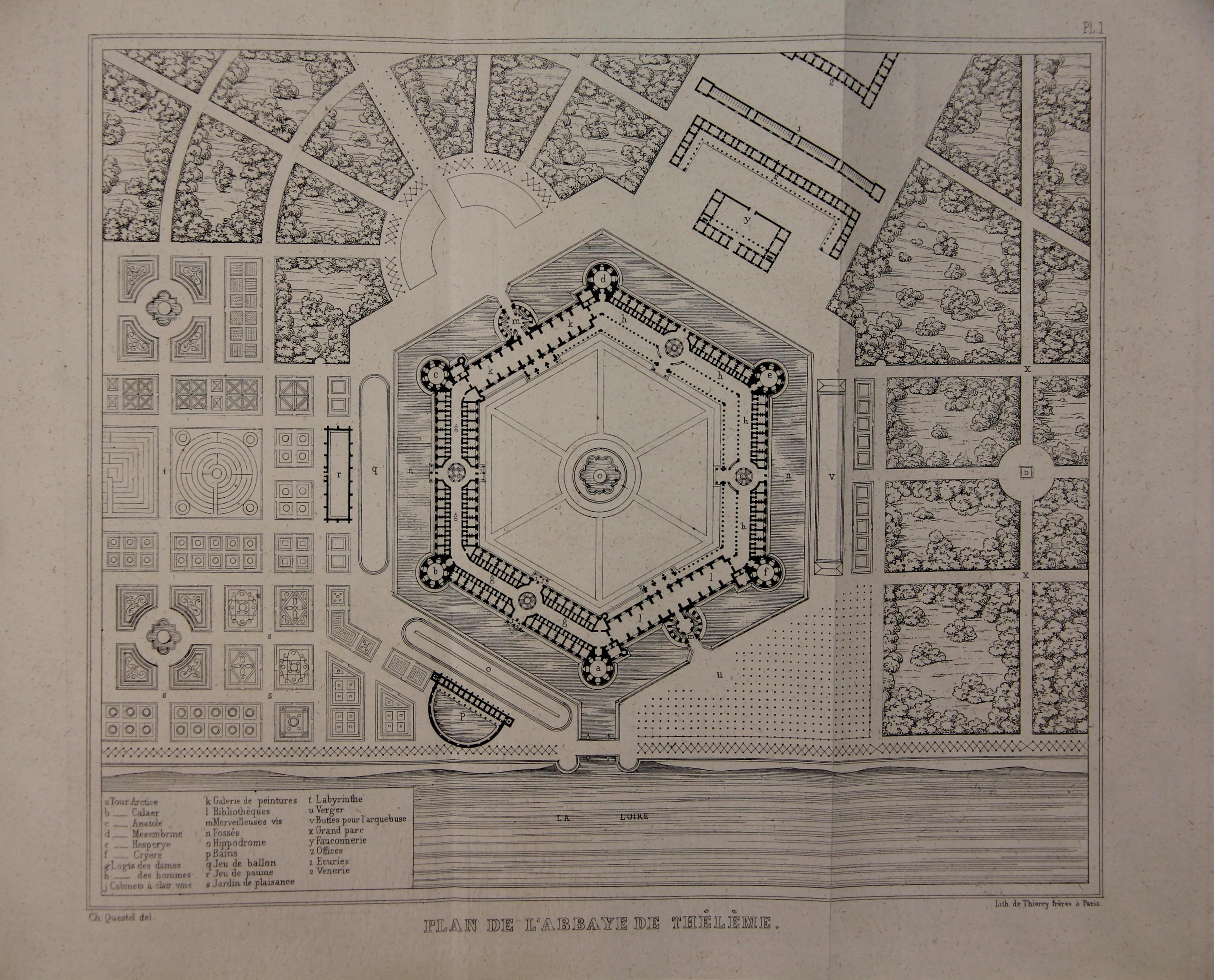
Plan supposé de l'abbaye de Thélème (dans Gargantua et Pantagruel), de François Rabelais, dessiné par Charles Lenormant en 1840.

## Architecture et modèle de l’édifice
Jouant de l’ambiguïté sémantique entre abbaye et demeure princière, Thélème s'inspire du château de Chambord avec ses tours arrondies et son escalier monumental, et du château de Madrid, construit dans le bois de Boulogne. La version originale cite uniquement comme référence le château de Bonnivet, l'édition de 1542 ajoute celui de Chambord et de Chantilly, mais d'autres recoupements sont possibles, comme avec les abbayes de Marmoutier (aux cuisines hexagonales et pourvu d'un mur d'enceinte que refusent de construire les fondateurs de Thélème) et de Fontevraud (pour son début de mixité et ses cuisines également). Rabelais s'est inspiré d'édifices réels, de descriptions et de gravures.
Gargantua prodigue une rente 23 169 514 nobles pour la fondation et l'entretien des lieux. Le bâtiment prend la forme d'un hexagone et se situe au sud de la Loire. L'abbaye, haute de six étages, surmontés de hautes tours rondes et revêtues d'ardoise fine, abrite 932 appartements ; 9 332 dans l'édition définitive. L'étage supérieur est décoré de gypse de Flandres en forme de culs-de-lampe tandis que les escaliers à vis, qui permettent d'accéder à des bibliothèques et des galeries de peinture, sont taillés dans du porphyre, du marbre de Numidie ou du marbre serpentin.

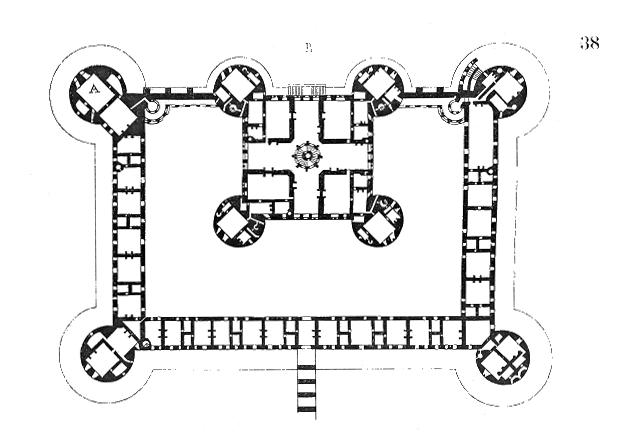
Plan du château de Chambord tiré du Dictionnaire d’architecture française du d’Eugène Viollet-le-Duc (1856).

Une fontaine d'albâtre se tient au centre de la cour basse. Des stades, un théâtre, des piscines et un jardin de plaisance se tiennent devant le logis des dames. L'abbaye comprend également des salles de jeu de paume, une écurie et un parc foisonnant de gibier. Les chambres sont décorées de tapisseries et de miroirs de cristal permettent aux résidents de se mirer en entier.
Le parcours descriptif proposé par Rabelais reconduit les préconisations des progymnasmata des rhéteurs de l'Antiquité, manifestant sa connaissance des canons architecturaux antiques, et en premier lieu du De architectura de Vitruve. Le passage à l'imparfait, l'emploi privilégié de verbes d'état, les énoncés référentiels précisés par les nombres et les noms propres participent de cet exercice descriptif. La narration s'interrompt au profit d'un texte statique utilisant la fonction pédagogique et visuelle de l’ekphrasis. Néanmoins, l'épisode de l’abbaye de Thélème ne reprend pas entièrement les règles de cet exercice, puisque la description part des éléments du lieu avant d'évoquer son environnement et, en ce qui concerne l'habillement, débute par les chausses et se termine par les coiffes. De même, l'idéalisation du modèle rejoint les consignes des progymnasmata, comme le montrent les procédés d'amplification, tandis que l'éloge de la liberté individuelle et des richesses constitue un renversement axiologique des prescriptions monastiques. La prépondérance du confort sur l'utilité ne reprend ainsi pas non plus les préceptes vitruviens.

## La vie libre des Thélémites
Les Thélémites agissent selon leur libre arbitre, comme le veut l'unique clause de leur règle : « Fay ce que vouldras ». Il est affirmé que des gens bien éduqués et en compagnie honnête sont poussés par l'honneur à agir vertueusement. L'envie de plaire produit une émulation positive. Les Thélémites sont instruits, vigoureux et élégants. Les couples qui partent de l’abbaye arrivent à s'entraimer jusqu'à la fin de leurs jours. La devise de Thélème, établie par Gargantua, évoque l'aphorisme tiré de saint Augustin « Dilige, et quod vis fac ». D'autres rapprochements sont possibles, par exemple avec la réponse du Christ au docteur de la loi l'interrogeant sur la voie du salut, « Hoc fac, et vives »,.

L'abbaye, contrairement aux autres, est dépourvue de murailles, car les lieux fermés favorisent les murmures et les conspirations. Elle est également privée d'horloges, la vie étant réglée selon les « occasions et oportunitez ». Par différence avec les couvents où sont placés les infortunés physiques et mentaux, n'y sont admis que les « belles, bien formées, et bien naturés ; les beaulx, bien formez, et bien naturez ». Elle est ouverte à la fois aux hommes et aux femmes, libres d'aller et de venir, d'être riches et mariés.

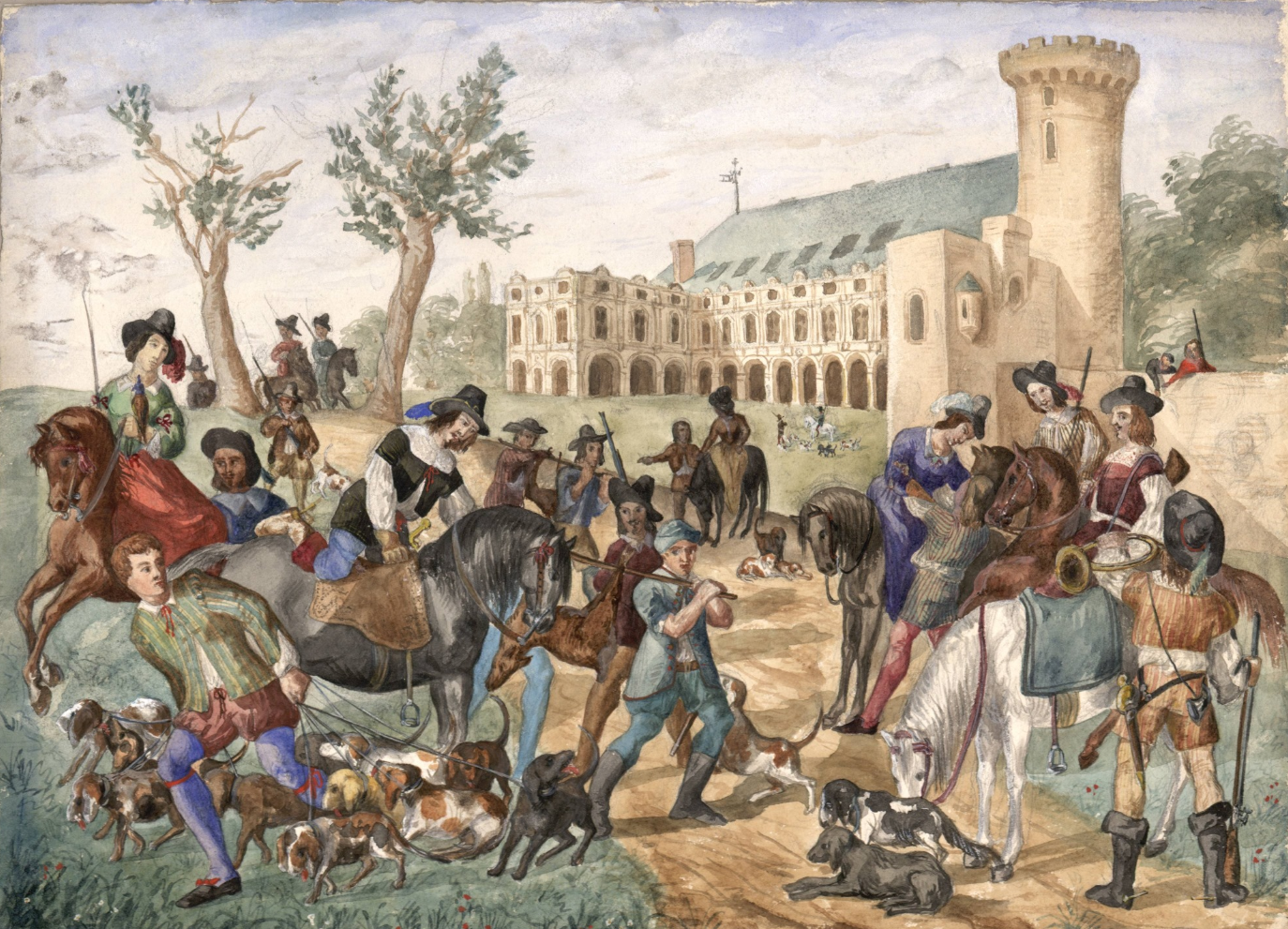
Gouache de Maurice Sand pour un projet inabouti de l'illustration de l’œuvre Pantagruel de François Rabelais : Frère Jean reçoit une abbaye, celle de Thélème.

En revanche, une inscription versifiée précise les personnes admises à Thélème. Adoptant une forme poétique dans la lignée des grands rhétoriqueurs, cet avertissement interdit l'accès de l’abbaye aux hypocrites, aux cupides et aux escrocs, invitant par contraste les nobles chevaliers, les dames de haut parage et les lecteurs des Évangiles en quête de refuge.
Les religieuses portent des bas et chausses rouges, de robes et de mantelets luxueux, des bijoux et des pierres précieuses. De même, les hommes s'habillent de pourpoints et de manteaux précieux, de ceintures de soie assorties et sont même armés. Les parures des deux sexes sont chaque jour harmonieusement semblables entre elles grâce à la prévoyance des maîtres des garde-robes.
Consacré au bon usage de la liberté, l’abbaye rejoint les conceptions évangéliques et pauliniennes qui affirment l'émancipation des chrétiens à l'égard de la loi mosaïque et des pratiques traditionnelles de l'Église. Elle renverse les vertus monastiques en remplaçant la pauvreté par la richesse, le célibat obligatoire par l'harmonie amoureuse et l’obéissance par une conception radicale et égalitaire de la liberté. Cette règle ne s'adresse pas à tous ; elle suppose une naissance noble, une instruction humaniste, une intelligence dynamique et un entourage stimulant. Les Thélémites sont poussés au bien par une conscience morale qui rappelle le concept théologique de syndérèse, une force d'âme qui les guide dans l’exercice du jugement moral sans le recours à des règles imposées et décourageantes.
Néanmoins, les Thélémites ne sont pas dépourvus d’ambiguïté. Ce groupe social refermé sur lui-même contraste avec les pantagruélistes, bien plus présents et valorisés dans la geste rabelaisienne. Ce bonheur aristocratique se rapproche davantage de l'idéal d'un courtisan que celui des compagnons de Gargantua et Frère Jean même se vante de ne jamais être oisif, contrairement aux privilégiés de Thélème. L'idée que la noblesse vient de la vertu se retrouve dans un ouvrage de 1525, plusieurs fois réédités à l'époque, écrit par Symphorien Champier.

## Sources d'inspiration littéraires
Plusieurs éléments s'inspirent de l’Hypnerotomachia Poliphili de Francesco Colonna. Le nom de l'abbaye reprend celui de la « veneranda et sancta donna Thelemia » qui guide le héros dans son initiation aux mystères amoureux. Des éléments ornementaux s'en inspirent également : la fontaine, qui se modèle sur celle du palais d'Eleutherilide ou les gouttières surmontées de statues et camouflées par les pilastres. Les deux textes suivent une méthode descriptive exposant la conception architecturale du lieu, sa configuration en surface et en hauteur, ses axes de symétrie et de communication.
La défense de la liberté chrétienne rappelle l’éleutheria de l’Épître aux Galates, invitant à agir librement pour toutes les questions ne relevant pas du salut. L'identification du beau et du bon donne quant à elle une atmosphère platonisante à l'abbaye.

## Hommages et mentions
- Dans Du côté de chez Jean de Jean d'Ormesson : « Il me semble, en ce moment, que des centaines de petits gnomes, surgis de bien loin dans le temps, qu'indignaient déjà le désordre ou le mépris de l'esprit, mais qu'inquiète encore bien plus — car ils ne sont pas des sots — l'indépendance comme je la sens, veulent m'empêcher d'écrire ces mots si simples et si courts, inscrits déjà sur l'Abbaye de Thélème, et qui valent tous les préceptes du monde : "Fais ce que veux." » (chapitre V De l'indépendance, édition folio, p. 75)
- Créé en Suisse en 2013 par Jean-Christophe Groffe, l'ensemble musical Thélème réunit des musiciens issus de la Schola Cantorum Basiliensis, spécialisés dans l'interprétation de la musique de la Renaissance, mais l'explorant selon des perspectives nouvelles, incluant des instruments actuels (saxophone, synthétiseur, ondes Martenot...) ou des compositions contemporaines[18].

#### Ouvrage
- François Rabelais (édition établie, présentée et annotée par Mireille Huchon), Gargantua, Paris, Gallimard, coll. « Folio » (no 4535), 2007, 673 p. (ISBN 978-2-07-031736-3)
- Charles Lenormant, Rabelais et l'architecture de la Renaissance : restitution de l'abbaye de Thélème, Paris, J. Crozet, 1840, 35 p. (lire en ligne)
- Stéphan Geonget, La notion de perplexité à la Renaissance, Genève, Droz, coll. « Travaux d’Humanisme et Renaissance » (no 412), 2006, 484 p. (ISBN 2-600-01017-3, présentation en ligne), p. 415-433

#### Articles
- Michaël Baraz, « Rabelais et l'utopie », dans Études rabelaisiennes, t. XV, Genève, Droz, coll. « Travaux d'Humanisme et Renaissance » (no 175), 1980, 211 p. (ISBN 978-2-600-03087-8, présentation en ligne), p. 1-29
- François Billacois, « Thélème dans l’espace et dans son temps », dans Études rabelaisiennes, t. XV, Genève, Droz, coll. « Travaux d'Humanisme et Renaissance » (no 175), 1980, 211 p. (ISBN 978-2-600-03087-8), p. 97-115
- Diane Desrosiers-Bonin, « L’Abbaye de Thélème et le Temple des Rhétoriqueurs », dans Michel Simonin (dir.), Études rabelaisiennes, vol. XXXIII : Rabelais pour le XXIe siècle. Actes du Colloque du Centre d’Etudes supérieures de la Renaissance, Chinon-Tours, 1994, Genève, Droz, coll. « Travaux d'Humanisme et Renaissance » (no 131), 1998, 443 p. (ISBN 978-2-600-00267-7), p. 241-248
- Louis Marin, « Les corps utopiques rabelaisiens », Littérature, no 21,‎ 1976, p. 35-51 (e-ISSN 1958-5926, lire en ligne)
- Per Nykrog, « Thélème, Panurge et la dive bouteille », Revue d'histoire littéraire de la France, vol. 65, no 3,‎ 1965, p. 385-397 (lire en ligne, consulté le 27 avril 2019)
- Gilles Polizzi, « Thélème ou l'éloge du don : le texte rabelaisien à la lumière de l’Hypnerotomachia Poliphili », Bulletin de l'Association d'étude sur l'humanisme, la réforme et la renaissance, no 25,‎ 1987, p. 39-59 (e-ISSN 1969-654X, lire en ligne, consulté le 27 avril 2019)
- Jean-Yves Pouilloux, « Notes sur l’abbaye de Thélème », Romantisme, nos 1-2,‎ 1971, p. 200-204 (e-ISSN 1957-7958, lire en ligne, consulté le 27 avril 2019)
- François Rouget, « Rabelais lecteur de Castiglione et de Machiavel à Thélème (Gargantua, chap. 52-57) » », dans Études rabelaisiennes, t. XLII, Genève, Droz, coll. « Travaux d'Humanisme et Renaissance », 2003, 144 p. (ISBN 2-600-00869-1, présentation en ligne), p. 101-116